# Villino Panichi
Il Villino Panichi è un edificio situato nella città di Grosseto.

## Storia
Il fabbricato fu realizzato all'inizio del XX secolo su progetto dell'architetto Lorenzo Porciatti e si tratta del primo edificio costruito in piazza della Vasca (allora piazza Umberto I), durante i lavori di trasformazione di via IV Novembre. La denominazione gli è stata conferita dalla famiglia che vi risiedeva inizialmente. Il villino era originariamente separato dall'area della piazza da un muro con cancellata in ferro decorata con motivi floreali: sia il muro che la cancellata furono demoliti nel secondo dopoguerra e al loro posto realizzato un basso edificio, oggi sede di alcune attività commerciali, la cui forma convessa va a ricalcare il perimetro della piazza.

## Descrizione
Il Villino Panichi si presenta come un edificio articolato su due livelli, con struttura murarie rivestite in laterizio e decorazioni in pietra. Il fabbricato è preceduto sul lato della piazza da un basso edificio convesso che ospita un bar. Il pian terreno del villino si caratterizza per la presenza di un ampio portale d'ingresso che si apre al centro della facciata con arco tondo, affiancato su ciascun lato da una finestra di forma rettangolare.
Il piano rialzato dell'edificio presenta anch'esso nella parte centrale un portale d'ingresso con arco tondo, a cui si giunge dopo aver salito una caratteristica rampa di scale, alla cui base si eleva fino al tetto una colonna a sezione circolare, fornendo appoggio col capitello alla copertura a quattro spioventi. Su ciascun lato del portale si apre una finestra rettangolare, con architrave sommitale poggiante su due colonnine laterali, che a loro volta trovano appoggio su un altro architrave situato alla base di ciascuna finestra. Da notare, infine, le pregevoli inferriate.
Nel complesso, il villino si caratterizza per elementi di tipo neorinascimentale che ben si adattano alle decorazioni e agli ornamenti in stile liberty.

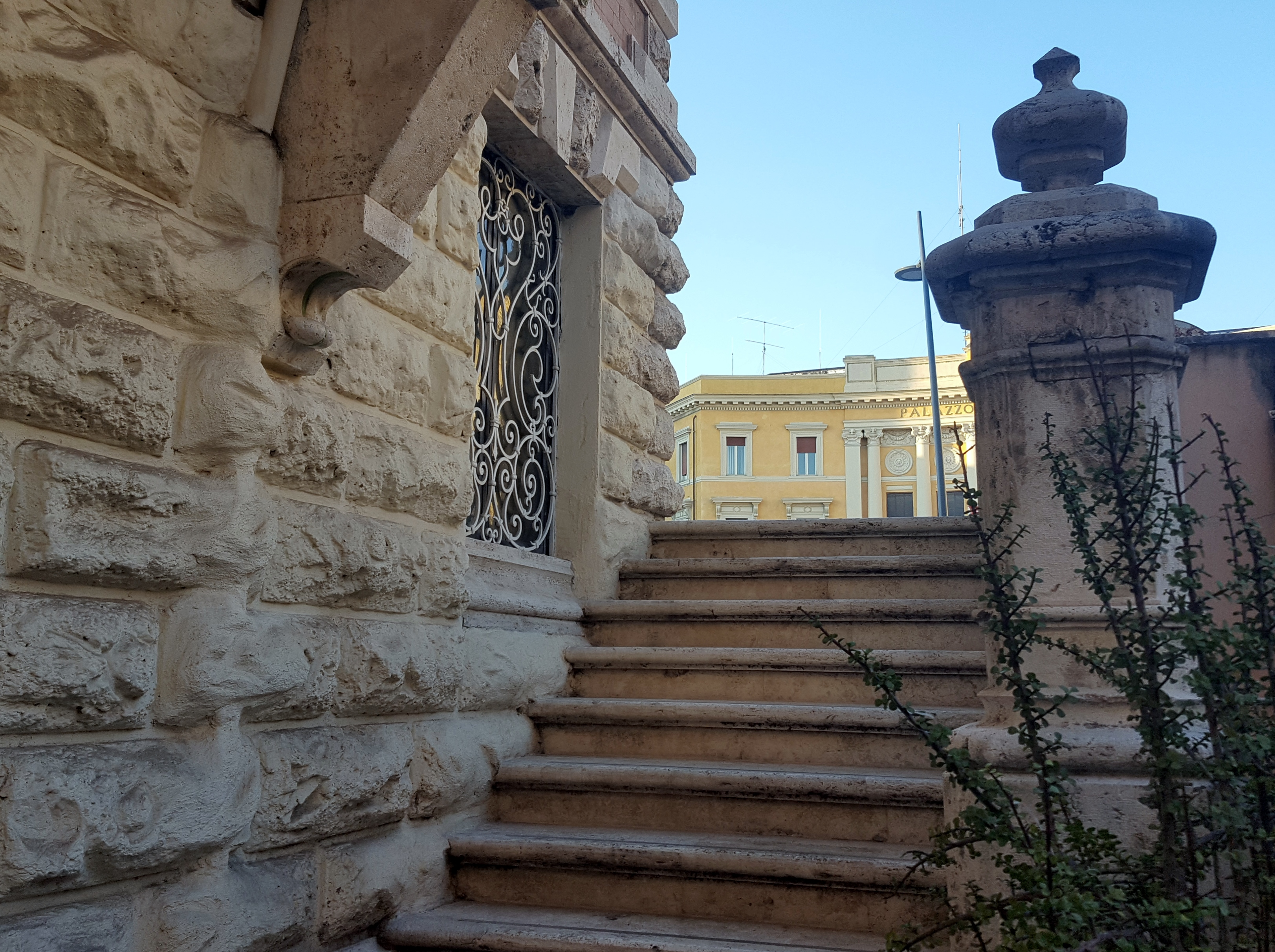
Dettaglio dello scalone d'accesso
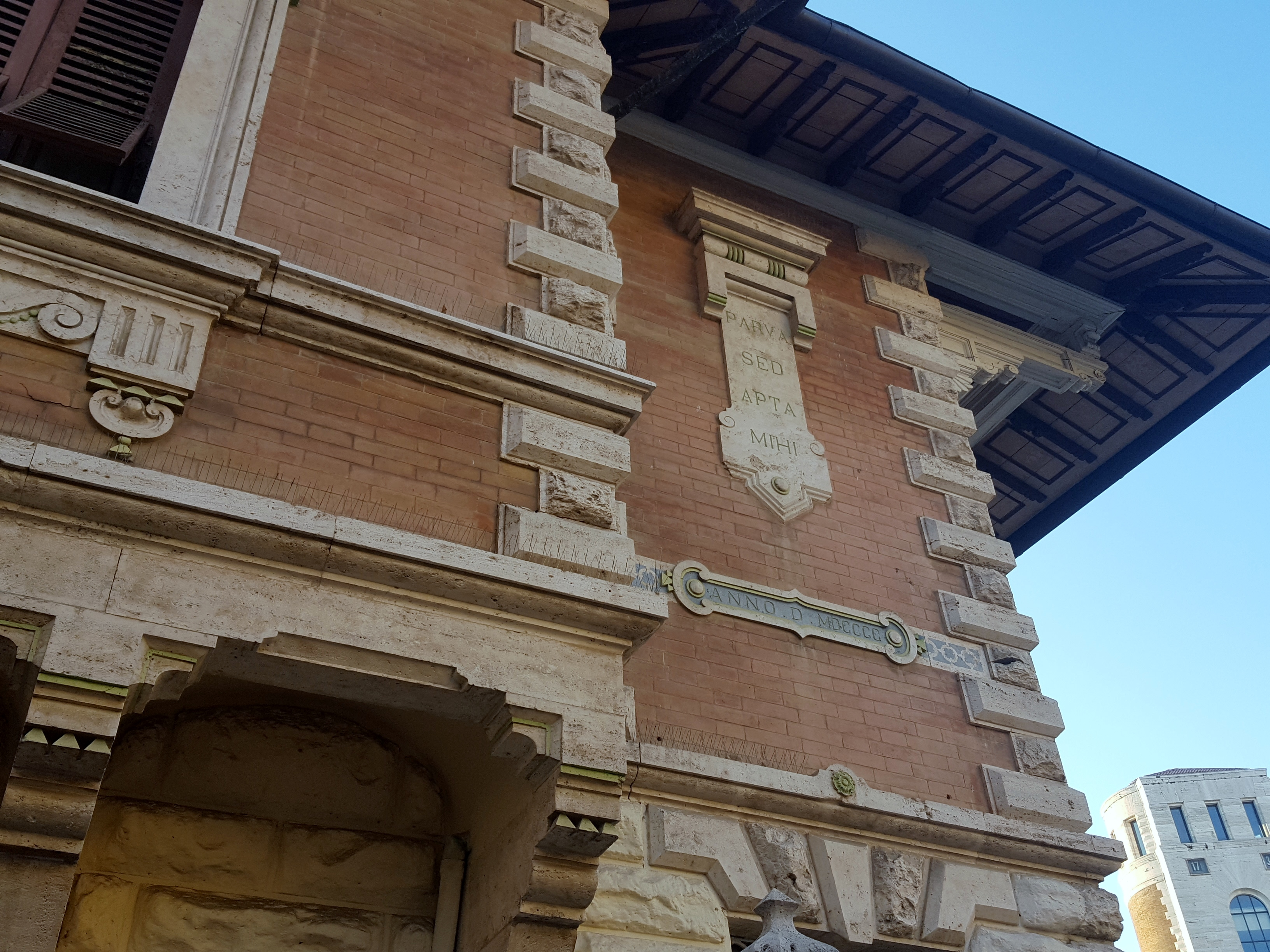
Particolare della facciata su via Fallaci
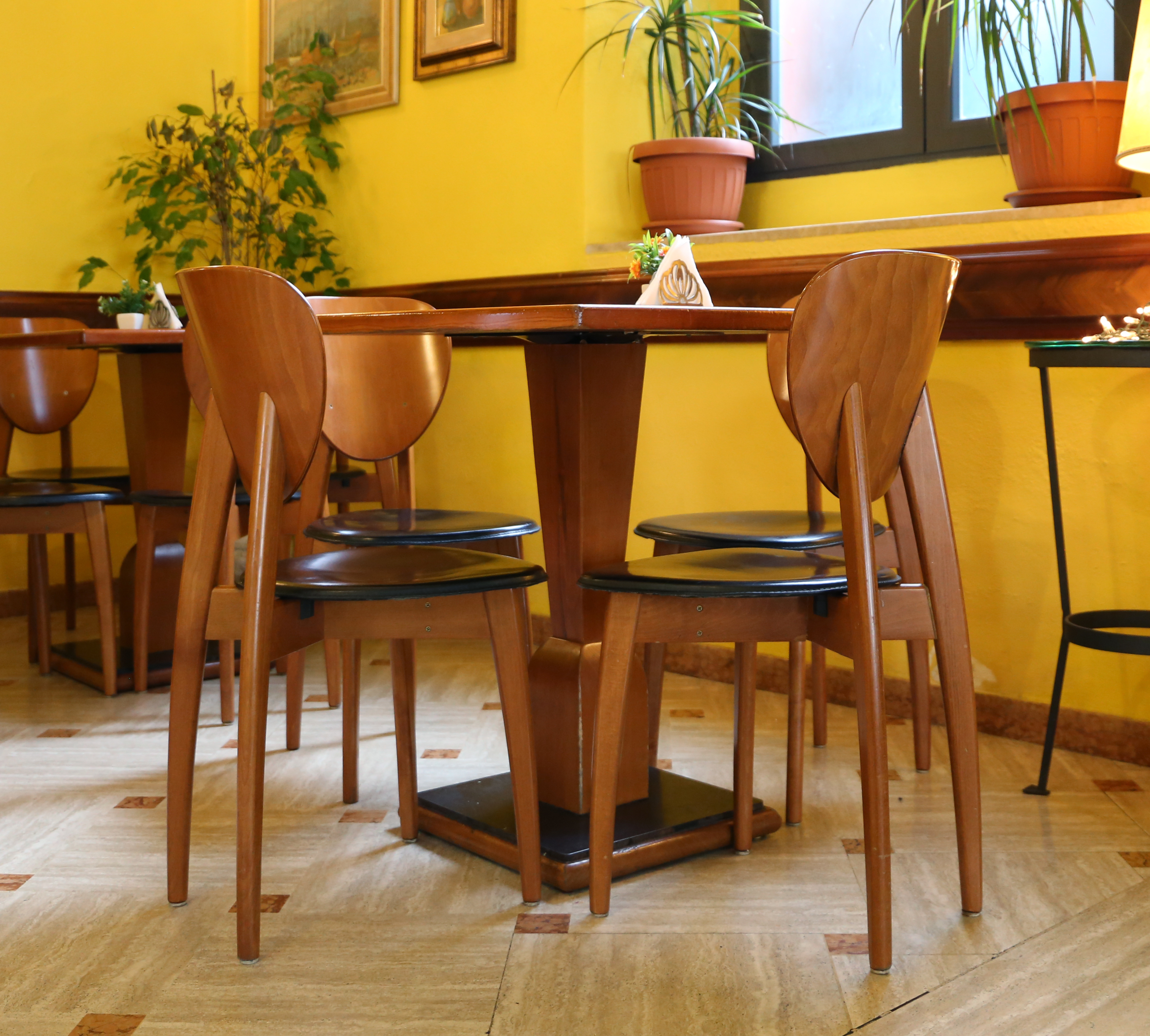
Mobilio interno originale degli anni 1930

## Critica
Secondo Barbato e Mangani (2013), «l'edificio si caratterizza per la presenza di elementi decorativi Liberty che ne fanno uno dei primi esempi di questo stile in città. L'uso delle decorazioni in pietra e ferro, la balaustra a colonnini della scala d'accesso, le cornici di porte e finestre, le inferriate e la rosta del portale d'accesso, conferiscono ancora oggi un carattere tipico di quella libertà progettuale che identificava gli interventi di Lorenzo Porciatti». Quattrocchi (2006) evidenzia come l'architetto «all'impaginato sostanzialmente neocinquecentesco associa, nella bella recinzione rococò oggi scomparsa, alcuni dettagli decorativi Liberty».